# 吴和
亚罗米尔·沃哈拉（捷克語：Jaromir Vochala，1927年9月24日—2020年6月25日），中文名吴和，是捷克汉学家，翻译家。文学博士，教授。捷克东方学会会员、欧洲汉学学会会员。

## 生平
1927年9月24日出生于摩拉维亚地区。二战后在捷克捷欣商学院学习。1951年考入维索克经济大学，翌年获得奖学金到中国留学。他首先在北京大学专修班学习汉语。不久后申请转到汉语专业，全心全意研究中国语言文化，在北大中文系师从王力、高名凯、周祖谟和林庚等著名教授。在学习期间，他还经历了简化汉字改革、汉语拼音方案的制订和普通话的推广运动。因此，他1958年的毕业论文是用中文写的《论汉字改革正字法中的一些问题》。他还在北大遇到了女同学王如珍，两人结婚后回到捷克斯洛伐克一起生活。1990年退休。
1960年开始在布拉格查理大学文学院教授汉语。参与中捷、捷中字典的编纂工作。编写了现代汉语课本。1986年至1987年曾在北京外国语学院任教，参与捷克文教材的编写工作。
中译捷译著有矛茅盾的《腐蚀》、《当铺前》（多人合译）、张天翼的《报复》、《菩萨的威力》、《华威先生》等。
曾把卡·哈·鲍罗夫斯基原著的《拉夫腊国王》由捷克文译为中文，由戈宝权校对修改，1959年7月少年儿童出版社首版。